# Salvador Racero Alberch
Salvador Racero Alberch, dit Salva Racero, né le 8 août 1976 à Manrèse (Catalogne, Espagne), est un chanteur catalan. Il est le chanteur principal du groupe Lax'n'Busto entre 2006 et 2016.

## Discographie solo
- 2019 - Vaig